# Hexatoma (Eriocera) verticalis
Hexatoma (Eriocera) verticalis is een tweevleugelige uit de familie steltmuggen (Limoniidae). De soort komt voor in het Palearctisch en Oriëntaals gebied.